# 5117 Mokotoyama
5117 Mokotoyama (1988 GH) là một tiểu hành tinh vành đai chính được phát hiện ngày 8 tháng 4 năm 1988 bởi Endate và Watanabe ở Kitami.